# یاکوب برنولی
یاکوب برنولی (به ایتالیایی: Jacob Bernoulli) (زاده ۶ ژانویه ۱۶۵۵ [O.S. ۲۷ دسامبر ۱۶۵۴] در شهر بازل- در گذشته ۱۶ اوت ۱۷۰۵) ریاضی‌دان و فیزیک‌دان سوییسی بود.